# Вузлових полів тема
Те́ма вузлови́х полі́в — тема в шаховій композиції, зустрічається у всіх жанрах. Суть теми — на одне і теж поле в різних фазах почергово ходить то біла, то чорна фігура. 

## Історія
Ідея відома від початку існування композиції, оскільки часто виникають ситуації, коли при авторському задумі неможливо обійтись, щоб чорні і білі фігури ходили різними шляхами. Тоді приходиться білим і чорним використовувати одні і ті ж поля. У 1977 році на цю ідею звернув увагу російський шаховий композитор Юрій Сушков (03.02.1938). Публікація його задачі на дану ідею була поштовхом для інших проблемістів для подальшої розробки цього задуму.
При простому чергуванні таких полів в основному є два, хоча може використовуватись і одне поле при багатофазній грі, або при багатоваріантному рішенні. При циклічному чергуванні — як мінімум є три вузлових поля, які відвідуються по циклу то чорними то білими фігурами.
Ідея дістала назву — тема вузлових полів. Іноді автоматично проходить тема вузлових полів разом з іншою задуманою автором ідеєю, гармонійно доповнюючи основний зміст задачі.

## Тема при простому чергуванні
Задача повинна мати, дві фази, де і можлива реалізація теми.

## Тема при циклічному чергуванні
Задача повинна мати, як мінімум три фази, тоді можливе циклічне відвідування полів то чорними, то білими фігурами.
|   | a | b | c | d | e | f | g | h |   |
| 8 | e6 чорна тура · c5 чорний кінь · e4 чорна тура · h4 чорний кінь · a3 чорний слон · c3 білий ферзь · g3 біла тура · h3 білий король · d2 білий слон · e2 чорний король · d1 чорний слон · e1 білий кінь · g1 біла тура · h1 білий кінь | e6 чорна тура · c5 чорний кінь · e4 чорна тура · h4 чорний кінь · a3 чорний слон · c3 білий ферзь · g3 біла тура · h3 білий король · d2 білий слон · e2 чорний король · d1 чорний слон · e1 білий кінь · g1 біла тура · h1 білий кінь | e6 чорна тура · c5 чорний кінь · e4 чорна тура · h4 чорний кінь · a3 чорний слон · c3 білий ферзь · g3 біла тура · h3 білий король · d2 білий слон · e2 чорний король · d1 чорний слон · e1 білий кінь · g1 біла тура · h1 білий кінь | e6 чорна тура · c5 чорний кінь · e4 чорна тура · h4 чорний кінь · a3 чорний слон · c3 білий ферзь · g3 біла тура · h3 білий король · d2 білий слон · e2 чорний король · d1 чорний слон · e1 білий кінь · g1 біла тура · h1 білий кінь | e6 чорна тура · c5 чорний кінь · e4 чорна тура · h4 чорний кінь · a3 чорний слон · c3 білий ферзь · g3 біла тура · h3 білий король · d2 білий слон · e2 чорний король · d1 чорний слон · e1 білий кінь · g1 біла тура · h1 білий кінь | e6 чорна тура · c5 чорний кінь · e4 чорна тура · h4 чорний кінь · a3 чорний слон · c3 білий ферзь · g3 біла тура · h3 білий король · d2 білий слон · e2 чорний король · d1 чорний слон · e1 білий кінь · g1 біла тура · h1 білий кінь | e6 чорна тура · c5 чорний кінь · e4 чорна тура · h4 чорний кінь · a3 чорний слон · c3 білий ферзь · g3 біла тура · h3 білий король · d2 білий слон · e2 чорний король · d1 чорний слон · e1 білий кінь · g1 біла тура · h1 білий кінь | e6 чорна тура · c5 чорний кінь · e4 чорна тура · h4 чорний кінь · a3 чорний слон · c3 білий ферзь · g3 біла тура · h3 білий король · d2 білий слон · e2 чорний король · d1 чорний слон · e1 білий кінь · g1 біла тура · h1 білий кінь | 8 |
| 7 | e6 чорна тура · c5 чорний кінь · e4 чорна тура · h4 чорний кінь · a3 чорний слон · c3 білий ферзь · g3 біла тура · h3 білий король · d2 білий слон · e2 чорний король · d1 чорний слон · e1 білий кінь · g1 біла тура · h1 білий кінь | e6 чорна тура · c5 чорний кінь · e4 чорна тура · h4 чорний кінь · a3 чорний слон · c3 білий ферзь · g3 біла тура · h3 білий король · d2 білий слон · e2 чорний король · d1 чорний слон · e1 білий кінь · g1 біла тура · h1 білий кінь | e6 чорна тура · c5 чорний кінь · e4 чорна тура · h4 чорний кінь · a3 чорний слон · c3 білий ферзь · g3 біла тура · h3 білий король · d2 білий слон · e2 чорний король · d1 чорний слон · e1 білий кінь · g1 біла тура · h1 білий кінь | e6 чорна тура · c5 чорний кінь · e4 чорна тура · h4 чорний кінь · a3 чорний слон · c3 білий ферзь · g3 біла тура · h3 білий король · d2 білий слон · e2 чорний король · d1 чорний слон · e1 білий кінь · g1 біла тура · h1 білий кінь | e6 чорна тура · c5 чорний кінь · e4 чорна тура · h4 чорний кінь · a3 чорний слон · c3 білий ферзь · g3 біла тура · h3 білий король · d2 білий слон · e2 чорний король · d1 чорний слон · e1 білий кінь · g1 біла тура · h1 білий кінь | e6 чорна тура · c5 чорний кінь · e4 чорна тура · h4 чорний кінь · a3 чорний слон · c3 білий ферзь · g3 біла тура · h3 білий король · d2 білий слон · e2 чорний король · d1 чорний слон · e1 білий кінь · g1 біла тура · h1 білий кінь | e6 чорна тура · c5 чорний кінь · e4 чорна тура · h4 чорний кінь · a3 чорний слон · c3 білий ферзь · g3 біла тура · h3 білий король · d2 білий слон · e2 чорний король · d1 чорний слон · e1 білий кінь · g1 біла тура · h1 білий кінь | e6 чорна тура · c5 чорний кінь · e4 чорна тура · h4 чорний кінь · a3 чорний слон · c3 білий ферзь · g3 біла тура · h3 білий король · d2 білий слон · e2 чорний король · d1 чорний слон · e1 білий кінь · g1 біла тура · h1 білий кінь | 7 |
| 6 | e6 чорна тура · c5 чорний кінь · e4 чорна тура · h4 чорний кінь · a3 чорний слон · c3 білий ферзь · g3 біла тура · h3 білий король · d2 білий слон · e2 чорний король · d1 чорний слон · e1 білий кінь · g1 біла тура · h1 білий кінь | e6 чорна тура · c5 чорний кінь · e4 чорна тура · h4 чорний кінь · a3 чорний слон · c3 білий ферзь · g3 біла тура · h3 білий король · d2 білий слон · e2 чорний король · d1 чорний слон · e1 білий кінь · g1 біла тура · h1 білий кінь | e6 чорна тура · c5 чорний кінь · e4 чорна тура · h4 чорний кінь · a3 чорний слон · c3 білий ферзь · g3 біла тура · h3 білий король · d2 білий слон · e2 чорний король · d1 чорний слон · e1 білий кінь · g1 біла тура · h1 білий кінь | e6 чорна тура · c5 чорний кінь · e4 чорна тура · h4 чорний кінь · a3 чорний слон · c3 білий ферзь · g3 біла тура · h3 білий король · d2 білий слон · e2 чорний король · d1 чорний слон · e1 білий кінь · g1 біла тура · h1 білий кінь | e6 чорна тура · c5 чорний кінь · e4 чорна тура · h4 чорний кінь · a3 чорний слон · c3 білий ферзь · g3 біла тура · h3 білий король · d2 білий слон · e2 чорний король · d1 чорний слон · e1 білий кінь · g1 біла тура · h1 білий кінь | e6 чорна тура · c5 чорний кінь · e4 чорна тура · h4 чорний кінь · a3 чорний слон · c3 білий ферзь · g3 біла тура · h3 білий король · d2 білий слон · e2 чорний король · d1 чорний слон · e1 білий кінь · g1 біла тура · h1 білий кінь | e6 чорна тура · c5 чорний кінь · e4 чорна тура · h4 чорний кінь · a3 чорний слон · c3 білий ферзь · g3 біла тура · h3 білий король · d2 білий слон · e2 чорний король · d1 чорний слон · e1 білий кінь · g1 біла тура · h1 білий кінь | e6 чорна тура · c5 чорний кінь · e4 чорна тура · h4 чорний кінь · a3 чорний слон · c3 білий ферзь · g3 біла тура · h3 білий король · d2 білий слон · e2 чорний король · d1 чорний слон · e1 білий кінь · g1 біла тура · h1 білий кінь | 6 |
| 5 | e6 чорна тура · c5 чорний кінь · e4 чорна тура · h4 чорний кінь · a3 чорний слон · c3 білий ферзь · g3 біла тура · h3 білий король · d2 білий слон · e2 чорний король · d1 чорний слон · e1 білий кінь · g1 біла тура · h1 білий кінь | e6 чорна тура · c5 чорний кінь · e4 чорна тура · h4 чорний кінь · a3 чорний слон · c3 білий ферзь · g3 біла тура · h3 білий король · d2 білий слон · e2 чорний король · d1 чорний слон · e1 білий кінь · g1 біла тура · h1 білий кінь | e6 чорна тура · c5 чорний кінь · e4 чорна тура · h4 чорний кінь · a3 чорний слон · c3 білий ферзь · g3 біла тура · h3 білий король · d2 білий слон · e2 чорний король · d1 чорний слон · e1 білий кінь · g1 біла тура · h1 білий кінь | e6 чорна тура · c5 чорний кінь · e4 чорна тура · h4 чорний кінь · a3 чорний слон · c3 білий ферзь · g3 біла тура · h3 білий король · d2 білий слон · e2 чорний король · d1 чорний слон · e1 білий кінь · g1 біла тура · h1 білий кінь | e6 чорна тура · c5 чорний кінь · e4 чорна тура · h4 чорний кінь · a3 чорний слон · c3 білий ферзь · g3 біла тура · h3 білий король · d2 білий слон · e2 чорний король · d1 чорний слон · e1 білий кінь · g1 біла тура · h1 білий кінь | e6 чорна тура · c5 чорний кінь · e4 чорна тура · h4 чорний кінь · a3 чорний слон · c3 білий ферзь · g3 біла тура · h3 білий король · d2 білий слон · e2 чорний король · d1 чорний слон · e1 білий кінь · g1 біла тура · h1 білий кінь | e6 чорна тура · c5 чорний кінь · e4 чорна тура · h4 чорний кінь · a3 чорний слон · c3 білий ферзь · g3 біла тура · h3 білий король · d2 білий слон · e2 чорний король · d1 чорний слон · e1 білий кінь · g1 біла тура · h1 білий кінь | e6 чорна тура · c5 чорний кінь · e4 чорна тура · h4 чорний кінь · a3 чорний слон · c3 білий ферзь · g3 біла тура · h3 білий король · d2 білий слон · e2 чорний король · d1 чорний слон · e1 білий кінь · g1 біла тура · h1 білий кінь | 5 |
| 4 | e6 чорна тура · c5 чорний кінь · e4 чорна тура · h4 чорний кінь · a3 чорний слон · c3 білий ферзь · g3 біла тура · h3 білий король · d2 білий слон · e2 чорний король · d1 чорний слон · e1 білий кінь · g1 біла тура · h1 білий кінь | e6 чорна тура · c5 чорний кінь · e4 чорна тура · h4 чорний кінь · a3 чорний слон · c3 білий ферзь · g3 біла тура · h3 білий король · d2 білий слон · e2 чорний король · d1 чорний слон · e1 білий кінь · g1 біла тура · h1 білий кінь | e6 чорна тура · c5 чорний кінь · e4 чорна тура · h4 чорний кінь · a3 чорний слон · c3 білий ферзь · g3 біла тура · h3 білий король · d2 білий слон · e2 чорний король · d1 чорний слон · e1 білий кінь · g1 біла тура · h1 білий кінь | e6 чорна тура · c5 чорний кінь · e4 чорна тура · h4 чорний кінь · a3 чорний слон · c3 білий ферзь · g3 біла тура · h3 білий король · d2 білий слон · e2 чорний король · d1 чорний слон · e1 білий кінь · g1 біла тура · h1 білий кінь | e6 чорна тура · c5 чорний кінь · e4 чорна тура · h4 чорний кінь · a3 чорний слон · c3 білий ферзь · g3 біла тура · h3 білий король · d2 білий слон · e2 чорний король · d1 чорний слон · e1 білий кінь · g1 біла тура · h1 білий кінь | e6 чорна тура · c5 чорний кінь · e4 чорна тура · h4 чорний кінь · a3 чорний слон · c3 білий ферзь · g3 біла тура · h3 білий король · d2 білий слон · e2 чорний король · d1 чорний слон · e1 білий кінь · g1 біла тура · h1 білий кінь | e6 чорна тура · c5 чорний кінь · e4 чорна тура · h4 чорний кінь · a3 чорний слон · c3 білий ферзь · g3 біла тура · h3 білий король · d2 білий слон · e2 чорний король · d1 чорний слон · e1 білий кінь · g1 біла тура · h1 білий кінь | e6 чорна тура · c5 чорний кінь · e4 чорна тура · h4 чорний кінь · a3 чорний слон · c3 білий ферзь · g3 біла тура · h3 білий король · d2 білий слон · e2 чорний король · d1 чорний слон · e1 білий кінь · g1 біла тура · h1 білий кінь | 4 |
| 3 | e6 чорна тура · c5 чорний кінь · e4 чорна тура · h4 чорний кінь · a3 чорний слон · c3 білий ферзь · g3 біла тура · h3 білий король · d2 білий слон · e2 чорний король · d1 чорний слон · e1 білий кінь · g1 біла тура · h1 білий кінь | e6 чорна тура · c5 чорний кінь · e4 чорна тура · h4 чорний кінь · a3 чорний слон · c3 білий ферзь · g3 біла тура · h3 білий король · d2 білий слон · e2 чорний король · d1 чорний слон · e1 білий кінь · g1 біла тура · h1 білий кінь | e6 чорна тура · c5 чорний кінь · e4 чорна тура · h4 чорний кінь · a3 чорний слон · c3 білий ферзь · g3 біла тура · h3 білий король · d2 білий слон · e2 чорний король · d1 чорний слон · e1 білий кінь · g1 біла тура · h1 білий кінь | e6 чорна тура · c5 чорний кінь · e4 чорна тура · h4 чорний кінь · a3 чорний слон · c3 білий ферзь · g3 біла тура · h3 білий король · d2 білий слон · e2 чорний король · d1 чорний слон · e1 білий кінь · g1 біла тура · h1 білий кінь | e6 чорна тура · c5 чорний кінь · e4 чорна тура · h4 чорний кінь · a3 чорний слон · c3 білий ферзь · g3 біла тура · h3 білий король · d2 білий слон · e2 чорний король · d1 чорний слон · e1 білий кінь · g1 біла тура · h1 білий кінь | e6 чорна тура · c5 чорний кінь · e4 чорна тура · h4 чорний кінь · a3 чорний слон · c3 білий ферзь · g3 біла тура · h3 білий король · d2 білий слон · e2 чорний король · d1 чорний слон · e1 білий кінь · g1 біла тура · h1 білий кінь | e6 чорна тура · c5 чорний кінь · e4 чорна тура · h4 чорний кінь · a3 чорний слон · c3 білий ферзь · g3 біла тура · h3 білий король · d2 білий слон · e2 чорний король · d1 чорний слон · e1 білий кінь · g1 біла тура · h1 білий кінь | e6 чорна тура · c5 чорний кінь · e4 чорна тура · h4 чорний кінь · a3 чорний слон · c3 білий ферзь · g3 біла тура · h3 білий король · d2 білий слон · e2 чорний король · d1 чорний слон · e1 білий кінь · g1 біла тура · h1 білий кінь | 3 |
| 2 | e6 чорна тура · c5 чорний кінь · e4 чорна тура · h4 чорний кінь · a3 чорний слон · c3 білий ферзь · g3 біла тура · h3 білий король · d2 білий слон · e2 чорний король · d1 чорний слон · e1 білий кінь · g1 біла тура · h1 білий кінь | e6 чорна тура · c5 чорний кінь · e4 чорна тура · h4 чорний кінь · a3 чорний слон · c3 білий ферзь · g3 біла тура · h3 білий король · d2 білий слон · e2 чорний король · d1 чорний слон · e1 білий кінь · g1 біла тура · h1 білий кінь | e6 чорна тура · c5 чорний кінь · e4 чорна тура · h4 чорний кінь · a3 чорний слон · c3 білий ферзь · g3 біла тура · h3 білий король · d2 білий слон · e2 чорний король · d1 чорний слон · e1 білий кінь · g1 біла тура · h1 білий кінь | e6 чорна тура · c5 чорний кінь · e4 чорна тура · h4 чорний кінь · a3 чорний слон · c3 білий ферзь · g3 біла тура · h3 білий король · d2 білий слон · e2 чорний король · d1 чорний слон · e1 білий кінь · g1 біла тура · h1 білий кінь | e6 чорна тура · c5 чорний кінь · e4 чорна тура · h4 чорний кінь · a3 чорний слон · c3 білий ферзь · g3 біла тура · h3 білий король · d2 білий слон · e2 чорний король · d1 чорний слон · e1 білий кінь · g1 біла тура · h1 білий кінь | e6 чорна тура · c5 чорний кінь · e4 чорна тура · h4 чорний кінь · a3 чорний слон · c3 білий ферзь · g3 біла тура · h3 білий король · d2 білий слон · e2 чорний король · d1 чорний слон · e1 білий кінь · g1 біла тура · h1 білий кінь | e6 чорна тура · c5 чорний кінь · e4 чорна тура · h4 чорний кінь · a3 чорний слон · c3 білий ферзь · g3 біла тура · h3 білий король · d2 білий слон · e2 чорний король · d1 чорний слон · e1 білий кінь · g1 біла тура · h1 білий кінь | e6 чорна тура · c5 чорний кінь · e4 чорна тура · h4 чорний кінь · a3 чорний слон · c3 білий ферзь · g3 біла тура · h3 білий король · d2 білий слон · e2 чорний король · d1 чорний слон · e1 білий кінь · g1 біла тура · h1 білий кінь | 2 |
| 1 | e6 чорна тура · c5 чорний кінь · e4 чорна тура · h4 чорний кінь · a3 чорний слон · c3 білий ферзь · g3 біла тура · h3 білий король · d2 білий слон · e2 чорний король · d1 чорний слон · e1 білий кінь · g1 біла тура · h1 білий кінь | e6 чорна тура · c5 чорний кінь · e4 чорна тура · h4 чорний кінь · a3 чорний слон · c3 білий ферзь · g3 біла тура · h3 білий король · d2 білий слон · e2 чорний король · d1 чорний слон · e1 білий кінь · g1 біла тура · h1 білий кінь | e6 чорна тура · c5 чорний кінь · e4 чорна тура · h4 чорний кінь · a3 чорний слон · c3 білий ферзь · g3 біла тура · h3 білий король · d2 білий слон · e2 чорний король · d1 чорний слон · e1 білий кінь · g1 біла тура · h1 білий кінь | e6 чорна тура · c5 чорний кінь · e4 чорна тура · h4 чорний кінь · a3 чорний слон · c3 білий ферзь · g3 біла тура · h3 білий король · d2 білий слон · e2 чорний король · d1 чорний слон · e1 білий кінь · g1 біла тура · h1 білий кінь | e6 чорна тура · c5 чорний кінь · e4 чорна тура · h4 чорний кінь · a3 чорний слон · c3 білий ферзь · g3 біла тура · h3 білий король · d2 білий слон · e2 чорний король · d1 чорний слон · e1 білий кінь · g1 біла тура · h1 білий кінь | e6 чорна тура · c5 чорний кінь · e4 чорна тура · h4 чорний кінь · a3 чорний слон · c3 білий ферзь · g3 біла тура · h3 білий король · d2 білий слон · e2 чорний король · d1 чорний слон · e1 білий кінь · g1 біла тура · h1 білий кінь | e6 чорна тура · c5 чорний кінь · e4 чорна тура · h4 чорний кінь · a3 чорний слон · c3 білий ферзь · g3 біла тура · h3 білий король · d2 білий слон · e2 чорний король · d1 чорний слон · e1 білий кінь · g1 біла тура · h1 білий кінь | e6 чорна тура · c5 чорний кінь · e4 чорна тура · h4 чорний кінь · a3 чорний слон · c3 білий ферзь · g3 біла тура · h3 білий король · d2 білий слон · e2 чорний король · d1 чорний слон · e1 білий кінь · g1 біла тура · h1 білий кінь | 1 |
|   | a | b | c | d | e | f | g | h |   |

FEN: 8/8/4r3/2n5/4r2n/b1Q3RK/3Bk3/3bN1RN

1. Sd3? (a)  Sg2! (b)
1. Sg2? (b) Sf3! (c)
1. Sf3? (c) Sd3! (a)

1. Sc2! ~ 2. Re1#
1. ... Sg2 2. R3xg2#
1. ... Sd3 2. Qxd3#
1. ... Sf3 2. R3xg2#

Тема пройшла в хибних ходах і спростуваннях.